# Krzysztof Gorczyca
Krzysztof Gorczyca (ur. 31 grudnia 1967) – polski łucznik specjalizujący się w łuku bloczkowym. Czynny zawodnik oraz trener.
W 2013 roku wziął udział na mistrzostwach świata w Belek. W zawodach indywidualnych zajął 57. miejsce, przegrywając w pierwszej rundzie z Francuzem Pierre’em-Julienem Deloche’em. W rywalizacji par mieszanych wraz z Katarzyną Szałańską zajął 34. pozycję w eliminacjach i nie awansował do rundy eliminacyjnej.
Sześć lat później wystąpił na mistrzostwach świata w 's-Hertogenbosch. W rywalizacji indywidualnej zajął w kwalifikacjach 113. miejsce z wynikiem 679 punktów i odpadł z turnieju.
Mistrz polski w latach 2016 oraz 2020.
Jako pierwszy w Polsce przekroczył wynik 700 pkt. w kwalifikacjach 2x50 m, ustanawiając 20 czerwca 2015 roku rekord Polski (703 pkt.) oraz rekord w 1x50 m 355 pkt.

## Wyniki
| Rok  | Zawody             | Miejscowość      | Grupa  | Ind. | Druż. | Mikst |
| ---- | ------------------ | ---------------- | ------ | ---- | ----- | ----- |
| 2013 | Mistrzostwa świata | Antalya          | Senior | 57.  | –     | 34.   |
| 2014 | Mistrzostwa Europy | Eczmiadzyn       | Senior | 33.  | 9.    | –     |
| 2016 | Mistrzostwa Europy | Nottingham       | Senior | 57.  | 9.    | –     |
| 2016 | Mistrzostwa Polski | Legnica          | Senior | 1.   | 1.    | -     |
| 2017 | Mistrzostwa Polski | Legnica          | Senior | 3.   | 1.    | -     |
| 2018 | Mistrzostwa Europy | Legnica          | Senior | 57.  | 17.   | –     |
| 2018 | Mistrzostwa Polski | Legnica          | Senior | –    | 1.    | –     |
| 2019 | Mistrzostwa świata | ’s-Hertogenbosch | Senior | 113. | 33.   | –     |
| 2020 | Mistrzostwa Polski | Legnica          | Senior | 1.   | 3.    | 3.    |
| 2022 | Mistrzostwa Polski | Legnica          | Senior | 3.   | 3.    | 3.    |
| 2023 | Mistrzostwa Polski | Legnica          | Senior | 8.   | 5.    | 3.    |